# SM UB-62
SM UB-62 – niemiecki okręt podwodny z okresu I wojny światowej, jedna z 96 zbudowanych jednostek typu UB III.
Okręt miał wyporność 508 ton w położeniu nawodnym i 639 ton pod wodą, a jego główną bronią było 10 torped o kalibrze 500 mm wystrzeliwanych z pięciu wyrzutni. Napędzana silnikami wysokoprężnymi i elektrycznymi jednostka rozwijała prędkość 13,3 węzła na powierzchni i 8 węzłów w zanurzeniu, osiągając zasięg nawodny wynoszący 8420 Mm przy prędkości 6 węzłów (i 55 Mm przy prędkości 4 węzłów pod wodą).
UB-62 został zwodowany 11 maja 1917 roku w stoczni Vulcan w Hamburgu, a do służby w Kaiserliche Marine wcielono go 9 lipca 1917 roku. W czasie służby operacyjnej w 5. Flotylli U-Bootów i 2. Flotylli U-Bootów Hochseeflotte odbył siedem patroli bojowych, podczas których zatopił osiem statków o łącznej pojemności 17 226 BRT i uszkodził jeden o pojemności 7300 BRT. SM UB-62 został poddany Wielkiej Brytanii w listopadzie 1918 roku w wyniku podpisania rozejmu w Compiègne, a następnie złomowany w Swansea w 1922 roku.

## Projekt i budowa
Wydane w kwietniu 1915 roku przez Inspektorat U-Bootów memorandum wzywało kierownictwo Cesarskiej Marynarki Wojennej do zaprojektowania i budowy uproszczonego typu okrętu podwodnego, który miał zostać wykorzystany w działaniach blokadowych Wielkiej Brytanii. Budowa dużych, oceanicznych okrętów podwodnych trwała zbyt wiele czasu, podobnie jak produkcja używanych do ich napędu silników wysokoprężnych o dużej mocy. Konsekwencją był duży niedobór jednostek tej klasy w niemieckiej flocie. Wznowienie na początku 1916 roku nieograniczonej wojny podwodnej sprawiło, że konieczne stało się opracowanie średniej wielkości okrętu podwodnego uzbrojonego w torpedy, który można było szybko zbudować. Przybrzeżne okręty typu UB II były zbyt słabo uzbrojone i miały niewystarczający zasięg, przez co ich użycie ograniczone było przeważnie do wód Morza Północnego i kanału La Manche, natomiast nowo projektowane torpedowe okręty podwodne musiały być zdolne do operowania wokół Wysp Brytyjskich i na Morzu Śródziemnym. Zrezygnowano z wcześniejszego schematu prostych jednostek jednokadłubowych z zewnętrznymi zbiornikami balastowymi na rzecz konstrukcji dwukadłubowej.
Projekt nowego okrętu podwodnego średniej wielkości oparto na konstrukcji udanych podwodnych stawiaczy min typu UC II. Dziobowej części okrętu nadano nowy profil, a szyby minowe zastąpiono przedziałem torpedowym z czterema wewnętrznymi wyrzutniami torped; powiększono również wyposażony w dwa peryskopy kiosk. Znacznie zwiększono moc silników spalinowych i elektrycznych, jak i pojemność zbiorników paliwa, jednak odbyło się to kosztem zmniejszenia o 40% wielkości baterii akumulatorów i o blisko 30% ich pojemności w stosunku do SM U-16, przez co spadła prędkość podwodna i zasięg. Okręty charakteryzowały się doskonałą manewrowością i krótkim czasem zanurzania, wynoszącym 30 sekund. Budowa okrętów o nadanym przez Inspektorat U-Bootów numerze projektu 44, zwanych później typem UB III, miała rozpocząć się po zrealizowaniu przez stocznie kontraktów na budowę jednostek typu UB II i UC II, czyli najwcześniej wiosną 1917 roku.
SM UB-62 zamówiony został 20 maja 1916 roku jako jednostka z liczącej 24 jednostki I serii okrętów typu UB III . Powstał w stoczni Vulcan w Hamburgu jako jeden z 26 okrętów typu UB III zbudowanych w tej wytwórni . UB-62 otrzymał numer stoczniowy 87 (Werk 87)  . Stępkę okrętu położono w 1916 roku , a zwodowany został 11 maja 1917 roku. Koszt budowy okrętu wyniósł 3 mln 279 tys. marek.

## Dane taktyczno-techniczne

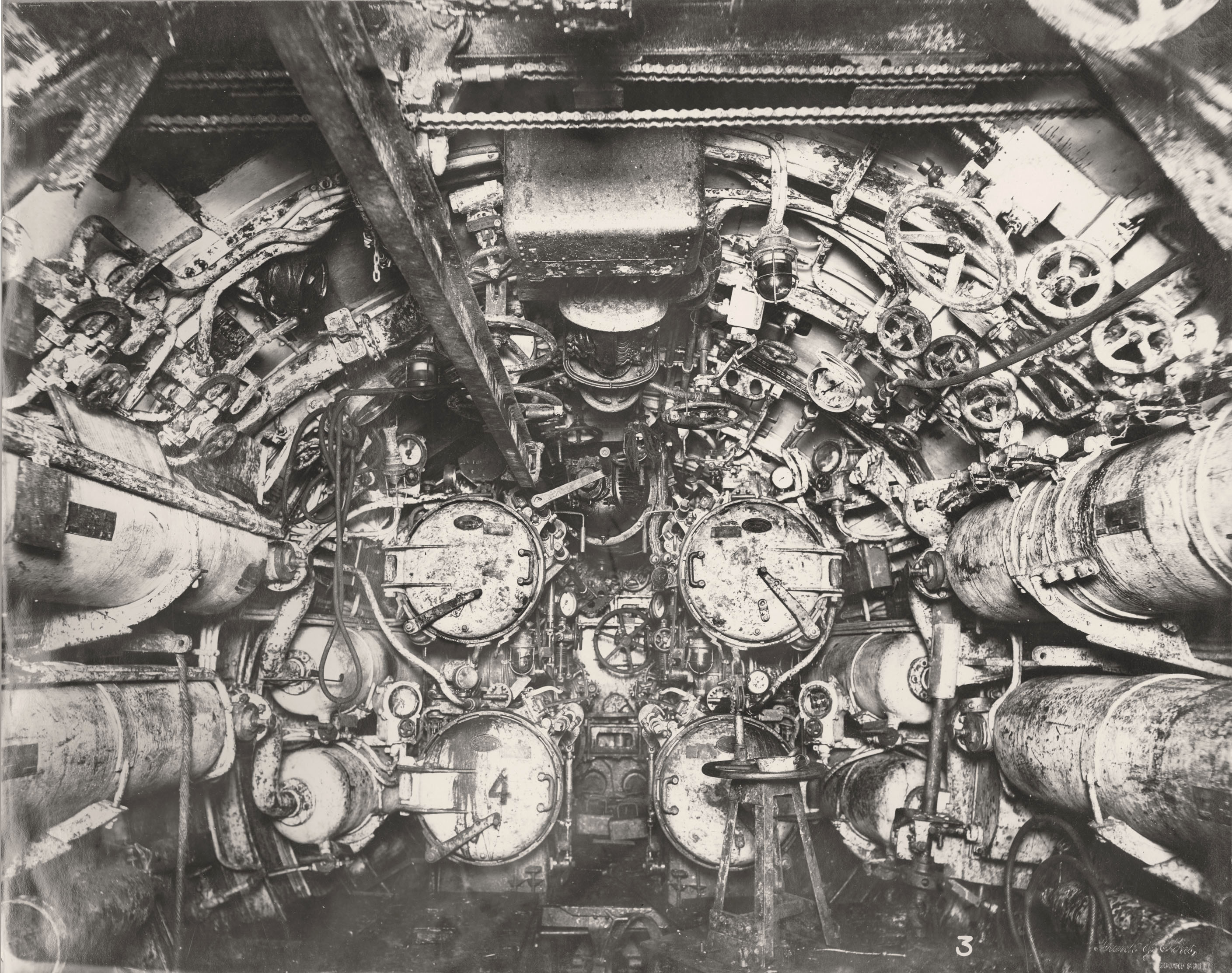
Wnętrze przedziału torpedowego siostrzanego okrętu SM UB-110

SM UB-62 był średniej wielkości okrętem podwodnym o konstrukcji dwukadłubowej. Długość całkowita wynosiła 55,52 metra, szerokość 5,76 metra i zanurzenie 3,7 metra. Kadłub sztywny miał 40,1 metra długości i 3,9 metra szerokości . Podzielony był grodziami na następujące przedziały (od dziobu): przedział torpedowy, pomieszczenia załogi, centrala, pomieszczenia załogi, przedział silników spalinowych, przedział silników elektrycznych oraz rufowy przedział torpedowy. Wysokość (od stępki do szczytu kiosku) wynosiła 8,25 metra . Dziób jednostki przystosowany był do przecinania sieci przeciwpodwodnych. Wyporność w położeniu nawodnym wynosiła 508 ton, a w zanurzeniu 639 ton.
Okręt napędzany był na powierzchni przez dwa 6-cylindrowe, czterosuwowe silniki wysokoprężne MAN S6V35/35 o łącznej mocy 809 kW (1100 KM) przy 450 obr./min, zaś pod wodą poruszał się dzięki dwóm silnikom elektrycznym SSW o łącznej mocy 580 kW (788 KM) przy 362 obr./min. Dwa wały napędowe obracały dwie śruby o średnicy 1,4 metra każda. Jednostka wyposażona była w dwa stery kierunku i dwa podwójne stery głębokości. Okręt osiągał prędkość 13,3 węzła na powierzchni i 8 węzłów w zanurzeniu. Zasięg wynosił 8420 Mm przy prędkości 6 węzłów w położeniu nawodnym oraz 55 Mm przy prędkości 4 węzłów pod wodą. Zbiorniki mieściły 68 ton paliwa , a energia elektryczna magazynowana była w dwóch bateriach akumulatorów po 62 ogniwa, zlokalizowanych pod przednim i tylnym pomieszczeniem mieszkalnym załogi. Dopuszczalna głębokość zanurzenia wynosiła 75 metrów , zaś czas wykonania manewru zanurzenia 30 sekund.
Głównym uzbrojeniem okrętu było pięć wewnętrznych wyrzutni torped kalibru 500 mm: cztery dziobowe i jedna na rufie, z łącznym zapasem 10 torped. Broń artyleryjską stanowiło umieszczone przed kioskiem działo pokładowe kalibru 8,8 cm TK C/08 L/30, z zapasem amunicji wynoszącym od 160 do 296 naboi . Okręt wyposażony był w dwa peryskopy: wachtowy i bojowy. Wyposażenie ratownicze stanowiła umieszczona na pokładzie łódź ratunkowa.
Załoga okrętu składała się z trzech oficerów oraz 31 podoficerów i marynarzy.

## Służba

### 1917 rok
SM UB-62 został wcielony do służby w Kaiserliche Marine 9 lipca 1917 roku . Dowódcą jednostki został mianowany kpt. mar. (niem. Kapitänleutnant) Bernhard Putzier, dowodzący wcześniej UB-22 . Po okresie szkolenia U-Boot 24 sierpnia wszedł w skład 5. Flotylli U-Bootów Hochseeflotte .
6 września w odległości około 120 Mm na wschód od Aberdeen okręt zatrzymał i zatopił zbudowany w 1912 roku szwedzki parowiec „Hammar II” o pojemności 206 BRT, płynącego z ładunkiem węgla z Kingston upon Hull do Uddevalli (nigdy nie odnaleziono łodzi ratunkowych z liczącą 11 osób załogą statku) . 17 września lista wojennych osiągnięć załogi U-Boota powiększyła się o dwa kolejne parowce: zbudowany w 1892 roku rosyjski „Australia” o pojemności 3592 BRT, zatopiony bez strat w ludziach w odległości 35 Mm na północny zachód od wyspy Muckle Flugga  oraz pochodzący z 1905 roku uzbrojony brytyjski „Queen Amelia” (4278 BRT), płynący z Archangielska do Dundee z ładunkiem lnu, zatrzymany i po ewakuacji załogi zatopiony torpedą w odległości 19 Mm na północny wschód od Muckle Flugga  . Nazajutrz w odległości 50 Mm na północny zachód od Muckle Flugga UB-62 storpedował bez ostrzeżenia i zatopił zbudowany w 1910 roku uzbrojony brytyjski parowiec „Joseph Chamberlain” o pojemności 3709 BRT, transportujący drewno z Archangielska do Dieppe (w wyniku ataku zginęło 18 członków załogi, a kapitan i artylerzysta zostali wzięci do niewoli)  . 6 listopada u południowych wybrzeży Irlandii okręt podwodny zatrzymał i zatopił z działa pokładowego zbudowany w 1900 roku rosyjski żaglowiec „Benor” o pojemności 394 BRT, płynący z Liverpoolu do Kadyksu .

### 1918 rok
W 1918 roku na okręcie w miejsce działa kalibru 8,8 cm zamontowano działo kalibru 10,5 cm Utof C/16 L/45 (zapas pocisków wynosił od 108 do 192).
14 stycznia w odległości 5 Mm na południowy wschód od Noss Head UB-62 storpedował bez ostrzeżenia i zatopił zbudowany w 1909 roku uzbrojony brytyjski parowiec „Alster” o pojemności 964 BRT, przewożący ładunek suszonych ryb z Bergen do Kingston upon Hull (nikt nie zginął)  . 12 marca w odległości około 40 Mm na północny wschód od St Abb’s Head okręt zatrzymał i po ewakuacji załogi zatopił zbudowany w 1890 roku szwedzki parowiec „Oswin” (1743 BRT), marudera z konwoju OZ-16, płynącego z ładunkiem węgla z Methil do Göteborga . 19 marca w odległości 44 Mm na północ od wysp Farne UB-62 storpedował bez ostrzeżenia i zatopił zbudowany w 1903 roku uzbrojony brytyjski parowiec „Burnstone” o pojemności 2340 BRT, który wypłynął z Immingham z ładunkiem węgla (w wyniku ataku na pokładzie śmierć poniosło pięć osób)  .
20 kwietnia U-Boot został włączony do 2. Flotylli U-Bootów Hochseeflotte . 9 lipca nowym dowódcą okrętu został por. mar. (niem. Oberleutnant zur See) Günther Sperling, dowodzący wcześniej U-57 . 25 lipca w odległości około 20 Mm na północny zachód od wyspy Rathlin UB-62 storpedował zbudowany w 1898 roku brytyjski parowiec „Indore” o pojemności 7300 BRT, płynący pod balastem z Liverpoolu do Galveston w konwoju OLB-4. Uszkodzony statek został sztrandowany, a później został podniesiony; na jego pokładzie zginęło dwóch członków załogi .
Po zakończeniu działań wojennych, w myśl postanowień rozejmu w Compiègne, SM UB-62 został 21 listopada 1918 roku poddany Brytyjczykom, a w 1922 roku złomowano go w Swansea.

## Podsumowanie działalności bojowej
W latach 1917–1918 SM UB-62 odbył łącznie siedem patroli bojowych, podczas których zatopił osiem statków o łącznej pojemności 17 226 BRT, a jeden statek o pojemności 7300 BRT został uszkodzony . Na pokładach zatopionych jednostek zginęło co najmniej 36 osób, w tym 18 na brytyjskim parowcu „Joseph Chamberlain”  . Pełne zestawienie bojowych osiągnięć okrętu przedstawia poniższa tabela :
| Data             | Nazwa                | Państwo            | Tonaż       | Los jednostki |
| ---------------- | -------------------- | ------------------ | ----------- | ------------- |
| 6 września 1917  | „Hammar II”          | Szwecja            | 206         | zatopiony     |
| 17 września 1917 | „Australia”          | Republika Rosyjska | 3592        | zatopiony     |
| 17 września 1917 | „Queen Amelia”       | Wielka Brytania    | 4278        | zatopiony     |
| 18 września 1917 | „Joseph Chamberlain” | Wielka Brytania    | 3709        | zatopiony     |
| 6 listopada 1917 | „Benor”              | Republika Rosyjska | 394         | zatopiony     |
| 14 stycznia 1918 | „Alster”             | Wielka Brytania    | 964         | zatopiony     |
| 12 marca 1918    | „Oswin”              | Szwecja            | 1743        | zatopiony     |
| 19 marca 1918    | „Burnstone”          | Wielka Brytania    | 2340        | zatopiony     |
| 25 lipca 1918    | „Indore”             | Wielka Brytania    | 7300        | uszkodzony    |
| RAZEM            | RAZEM                | zatopione:         | zatopione:  | 8             |
| RAZEM            | RAZEM                | uszkodzone:        | uszkodzone: | 1             |